# 5 tháng 9
Ngày 5 tháng 9 là ngày thứ 248 (249 trong năm nhuận) trong lịch Gregory. Còn 117 ngày trong năm.

## Sự kiện
- 917 – Tiết độ sứ Lưu Nham lên ngôi hoàng đế ở Phiên Ngung, đặt quốc hiệu là "Đại Việt", đoạn tuyệt quan hệ chư hầu với Hậu Lương.
- 1158 – Thiên hoàng Go-Shirakawa của Nhật Bản thoái vị, trở thành thượng hoàng và tiếp tục chính sách Viện chính.
- 1669 – Candia đầu hàng, kết thúc Chiến tranh Crete (1645–1669)[1]
- 1907 – Nguyễn Phúc Vĩnh San trở thành hoàng đế thứ 11 của triều Nguyễn khi mới 7 tuổi, đặt niên hiệu là Duy Tân.
- 1914 – Trong Chiến tranh thế giới thứ nhất, bắt đầu Trận sông Marne lần thứ nhất giữa quân Đức và liên quân Anh–Pháp.
- 1944 – Bỉ, Hà Lan và Luxembourg tạo thành liên minh Benelux.
- 1945 – Bộ trưởng nội vụ Chính phủ Cách mạng lâm thời Việt Nam Dân chủ Cộng hòa Võ Nguyên Giáp ký sắc lệnh giải thể Đại Việt Quốc gia Xã hội Đảng và Đại Việt Quốc dân Đảng.
- 1962 – Thiết lập quan hệ ngoại giao giữa Việt Nam Dân chủ Cộng hòa và Vương quốc Lào.[2]
- 1972 – Bắt đầu thảm sát München: nhóm khủng bố Palestine Tháng Chín Đen tấn công và bắt giữ 11 vận động viên Israel đang tham gia Thế vận hội tại München.

## Sinh
- 1187 – Vua Louis VIII của Pháp (m. 1226)
- 1638 – Vua Louis XIV của Pháp (m. 1715)
- 1857 – Konstantin Tsiolkovsky, nhà khoa học và phát minh tên lửa người Nga (m. 1935)
- 1946 _ Freddie Mercury, ca sĩ nhạc rock ban nhạc Queen, Anh Quốc
- 1977 - Thanh Thúy, nữ ca sĩ người Việt Nam
- 1990 – Kim Yuna, nghệ sĩ trượt băng Hàn Quốc.
- 1993 - Patrick Bamford, cầu thủ bóng đá người Anh.
- 1994 - Kelvin Khánh, ca sĩ người Việt Nam

## Mất
- 75 – Hán Minh Đế, vua thứ 17 của Nhà Hán.
- 1433 – Lê Thái Tổ, vua sáng lập Nhà Hậu Lê, Anh hùng dân tộc Việt Nam. (s. 1385)
- 1857 – Auguste Comte (s. 1798)
- 1917 – Lương Ngọc Quyến, nhà cách mạng người Việt (s. 1885)
- 1995 – Hoàng Thế Thiện, Thiếu tướng Quân đội nhân dân Việt Nam (s. 1922)
- 1997 – Mẹ Têrêsa, nữ tu và nhà truyền giáo Công giáo Rôma người Ấn Độ gốc Albania (s. 1910)

## Những ngày lễ và kỷ niệm
- Ngày khai giảng năm học của các trường học tại Việt Nam, còn gọi là "Ngày toàn dân đưa trẻ đến trường" (từ 1945)